# Pol Llonch
Pol Llonch Puyaltó (Barcelona, 7 de octubre de 1992) es un futbolista español. Actualmente juega en el Club de Fútbol Intercity.

## Biografía
La carrera deportiva de Pol Llonch comienza en las canteras del CE Europa y CE L'Hospitalet donde llegó a jugar tres temporadas en el primer equipo de este último, hasta llegar a fichar en 2014 por el RCD Espanyol B de la Segunda División B, donde hizo una gran temporada la cual, le abrió las puertas para fichar por el Girona FC de la Segunda División, por dos temporadas. Luego de tener lesiones y no tener participaciones a lo largo de la segunda vuelta, se fue al Granada CF "B" cedido por una temporada. El 27 de enero de 2017 se confirma que Pol Llonch se va al Wisła Cracovia, a petición de Kiko Ramírez y así lleva a cabo la tarea de jugar en Primera División. Tras una temporada y media de brillar en el Wisla, ficha por el Willem II para poder seguir despuntando a gran nivel. El 5 de agosto de 2023 se oficializa su fichaje por la S. D. Ponferradina, el 9 de julio de 2024, pasa a formar parte de la plantilla del C.F. Intercity.

## Clubes
| Club               | País         | Año             |
| ------------------ | ------------ | --------------- |
| CE Europa          | España       | 2007-2010       |
| CE L'Hospitalet    | España       | 2010-2014       |
| RCD Espanyol B     | España       | 2014-2015       |
| Girona FC          | España       | 2015-2016       |
| Granada CF "B"     | España       | 2016-2017       |
| Wisła Cracovia     | Polonia      | 2017-2018       |
| Willem II          | Países Bajos | 2018-2023       |
| S. D. Ponferradina | España       | 2023-2024       |
| C. F. Intercity    | España       | 2024-actualidad |